# Circipaniskt björnbär
Circipaniskt björnbär (Rubus circipanicus) är en rosväxtart som beskrevs av Ernst Hans Ludwig Krause. Enligt Catalogue of Life ingår Circipaniskt björnbär i släktet rubusar och familjen rosväxter, men enligt Dyntaxa är tillhörigheten istället släktet rubusar och familjen rosväxter. Arten har ej påträffats i Sverige. Inga underarter finns listade i Catalogue of Life.